# Китаб-и-Агдас
«Китаб-и-Агдас» или «Агдас» (араб. ٱلْكِتَابُ ٱلْأَقْدَسُ‎ al-kitābu l-ʾaqdasu, перс. کِتابِ اقدَس‎ ketâb-e aqdas) — основная святая книга в религии Бахаи, написанная Бахауллой в Акко в 1872—1873 гг. и опубликованная в начале 1890-х. На русский язык переводится как «Наисвятая Книга». Содержит, в частности, свод основных законов религии (Baháʼí laws). Написана на арабском, переведена на многие языки. Первый перевод на русский выполнен А. Г. Туманским в 1894 г..
Книга дополнена разделами:
- «Вопросы и ответы» (107 вопросов Бахаулле и ответы на них);
- «Некоторые тексты, явленные Бахауллой», иногда «Скрижали Бахауллы, явленные после Китаб-и-Агдас»;
- Обзор и свод законов и установлений Китаб-и-Агдас;
- 194 примечания.

«Китаб-и Агдас» принимает истинность нескольких наиболее известных религий прошлого и предыдущих святых книг религии Бахаи, но обновляет многие законы и правила. Не все законы «Китаб-и Агдаса» являются обязательными к исполнению (например, отменяются невыполнимые на практике или противоречащие светскому законодательству законы). В книге определяются основные молитвы, сроки поста, законы брака и наследования. Содержатся предписания последователям религии заботиться об образовании детей. Устанавливаются правила организации домов справедливости, в том числе Всемирного дома справедливости.
На русском языке издавалась дважды, в 1998 и в 2001 гг..